# Alex Bowman
Alex Michael Bowman (Tucson, Arizona, 1993. április 25.–) amerikai autóversenyző, a NASCAR Cup Series pilótája.
2018 óta a Hendrick Motorsports 88-as számú, Dale Earnhardt Jr. által híressé vált Chevroletjének az állandó versenyzője, de Cup-pályafutását gyengébb, kisebb költségvetésű csapatoknál kezdte. Korábban a Nationwide (mai Xfinity) Seriesben, illetve az ARCA Racing Seriesben versenyzett. Első NASCAR Cup-győzelmét 2019-ben, a Chicagoland Speedwayen szerezte.
Legismertebb beceneve a vezetéknevére rímelő „Showman”, bár ő maga nem rajong ezért a névért.